# Olivier Lachenaud
Olivier Lachenaud est un botaniste belge, chercheur au Jardin botanique de Meise. Il étudie les plantes d'Afrique centrale et occidentale, notamment les espèces de Psychotria. L'IPNI recense 265 taxons de plantes nommés par cet auteur.

## Quelques publications
- Olivier Lachenaud, « La flore des plantes vasculaires de la République du Congo : nouvelles données », Systematics and Geography of Plants, vol. 79, no 2,‎ 2009, p. 199-214 (ISSN 1374-7886, lire en ligne, consulté le 11 décembre 2020)
- Olivier Lachenaud, « Un nouveau Vangueria (Rubiaceae) des forêts d'Afrique Centrale », Systematics and Geography of Plants, vol. 78, no 1,‎ 2008, p. 131-135 (ISSN 1374-7886, lire en ligne, consulté le 11 décembre 2020)
- Olivier Lachenaud, « Un nouveau Crotalaria (Leguminosae - Papilionoidae) de République Centrafricaine », Systematics and Geography of Plants, vol. 79, no 1,‎ 2009, p. 93-97 (ISSN 1374-7886, lire en ligne, consulté le 11 décembre 2020)
- Olivier Lachenaud, Tariq Stévart, Davy Ikabanga et Eddy Clerc Ngagnia Ndjabounda, « Les forêts littorales de la région de Libreville (Gabon) et leur importance pour la conservation : description d'un nouveau Psychotria (Rubiaceae) endémique », Plant Ecology and Evolution, vol. 146, no 1,‎ 2013, p. 68-74 (ISSN 2032-3913, lire en ligne, consulté le 11 décembre 2020)
- Olivier Lachenaud et Olivier Séné, « Un nouveau Psychotria (Rubiaceae) du sud Cameroun », Plant Ecology and Evolution, vol. 143, no 1,‎ 2010, p. 105-108 (ISSN 2032-3913, lire en ligne, consulté le 11 décembre 2020)
- Olivier Lachenaud et Olivier Séné, « Un nouveau Multidentia (Rubiaceae) d'Afrique centrale », Plant Ecology and Evolution, vol. 145, no 1,‎ 2012, p. 132-137 (ISSN 2032-3913, lire en ligne, consulté le 11 décembre 2020)
- Olivier Lachenaud, « Le genre Psychotria (Rubiaceae) en Afrique occidentale et centrale », Archives des sciences (en), vol. 69,‎ 2017, p. 71-88 (ISSN 1661-464X, lire en ligne)
- (en) Piero G. Delprete et Olivier Lachenaud, « Conspectus of Palicourea section Potaroenses (Rubiaceae), with a new species from French Guiana and a new combination », Plant Ecology and Evolution, vol. 151, no 1,‎ 2018, p. 119-129 (DOI 10.5091/plecevo.2018.1356, lire en ligne, consulté le 11 décembre 2020)